# Caponia natalensis
Espèce
Synonymes
- Colophon natalensis O. Pickard-Cambridge, 1874

Caponia natalensis est une espèce d'araignées aranéomorphes de la famille des Caponiidae.

## Distribution
Cette espèce se rencontre en Tanzanie, au Mozambique, au Botswana, en Namibie et en Afrique du Sud.

## Description
Caponia natalensis compte huit yeux.

## Systématique et taxinomie
Cette espèce a été décrite sous le protonyme Colophon natalensis par O. Pickard-Cambridge en 1874. Elle est placée dans le genre Caponia par Simon en 1887.

## Étymologie
Son nom d'espèce, composé de natal et du suffixe latin -ensis, « qui vit dans, qui habite », lui a été donné en référence au lieu de sa découverte, le Natal.

## Publication originale
- O. Pickard-Cambridge, 1874 : « On some new genera and species of Araneidea. » Annals and Magazine of Natural History, sér. 4, vol. 14, p. 169-183 ((texte intégral).